# Кокава-над-Рімавіцоу
Кокава-над-Рімавіцоу (словац. Kokava nad Rimavicou, угор. Rimakokova) — село, громада в окрузі Полтар, Банськобистрицький край, центральна Словаччина. Кадастрова площа громади — 66,27 км². Населення — 2732 осіб (за оцінкою на 31 грудня 2022 р.).
Перша згадка 1481 року.

## Географія
Протікає річка Заломка.

## Населення
| Рік:            | 1994. | 2004.   | 2014.   | 2024.   |
| --------------- | ----- | ------- | ------- | ------- |
| Кількість осіб: | 3167  | 3118    | 2971    | 2703    |
| Різниця:        |       | -1,54 % | -4,71 % | -9,02 % |

| Рік:            | 2023. | 2024.   |
| --------------- | ----- | ------- |
| Кількість осіб: | 2737  | 2703    |
| Різниця:        |       | -1,24 % |